# Bartolomeo Montagna

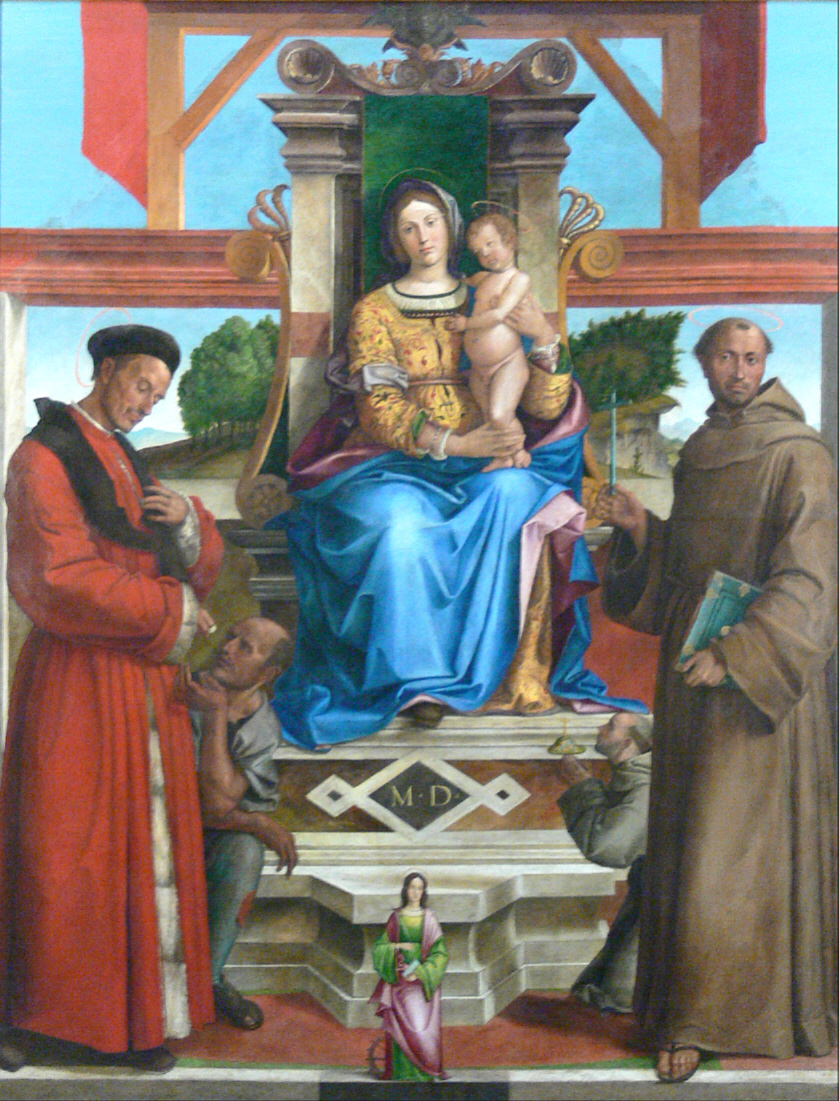
Virgem e Menino entronados com São Homoborus e um mendigo, com São Francisco e o abençoado Bernardo da Feltre, e com Santa Catarina.

Bartolomeo Montagna (1450? - 11 de outubro de 1523) foi um pintor italiano da Renascença que trabalhou principalmente em Vicenza. Também produziu trabalhos em Veneza, Verona e Pádua. É conhecido por suas "Madonnas", mas também pela presença de figuras suaves em suas obras, e a representação da arquitetura em mármore excêntrico. Foi influenciado por Giovanni Bellini, com quem teria trabalho no ateliê do mesmo em 1470. Benedetto Montagna, seu filho, era mestre de gravuras e discípulo de Bartolomeo. Segundo a coleção literária "As Vidas dos mais Excelentes Pintores, Escultores e Arquitetos" , de Giorgio Vasari, ele teria sido aluno de Andrea Mantagna, mas essa informação é contestada por historiadores da arte.

## Vida
Nasceu com o nome "Bartolomeu Cincani", mas alterou anos depois para "Bartolomeo Montagna". Os primeiros arquivos de sua existência datam de 1459, ainda como menor de idade. Como adulto, as primeiras documentações sobre ele datam de 1480, como herdeiro de um testamento. Diferenças em dois documentos à respeito das propriedades do seu pai, de 1467 e 1469, indicam que ele teria se tornado adulto entre esses anos. Devido à falta de uma certidão de nascimento, e a confusão à respeito de qual seria a idade legal da maioridade em Vicenza naquele tempo,  não se sabe ao certo o dia que teria nascido. Alguns estudiosos atribuem ao ano de 1450, mas tal informação não é unanimidade entre historiadores.
Sua família seria originária de Brescia, e teria se movido para Biron por volta de 1450, e, posteriormente, alocado-se em Vicenza. Sabe-se que seu irmão, Baldissera, era ourives. Sempre viveu boa parte da vida em Vicenza, tendo morado em uma casa que fora pertencente à Igreja de San Lorenzo, e que comprou em 1484. Entre 1469 e 1475, morou em Veneza, antes de retornar a Vicenza e iniciar sua carreira de pintor. Em 1509, mudou-se para Pádua, devido à guerra que ocorria na cidade natal, mas deixou a cidade em 1514.
Não se sabe a identidade de sua esposa, mas tiveram três filhos. Um dos filhos, Benedetto Montagna, também foi um artista de sucesso, sendo um mestre de gravuras. Seus outros dois filhos, Filippo e Paolo, são pouco mencionados, e Bartolomeo não teria se afeiçoado por eles. Morreu em 11 de outubro de 1523, e deixou todas suas posses e trabalhos para o filho Benedetto.

## Carreira
Devido à incerteza sobre sua data de nascimento, também encontra-se dificuldade para saber ao certo em que ano teria começado sua carreira. Supostamente, ela teria acontecido por volta de 1475, na volta à Vicenza. Porém, sabe-se que foi considerado um artista simples, de natureza lacônica. Muitas de suas figuras parecerem solenes e plásticas.

### Primeiros trabalhos (1480 - 1499)
Seus primeiros trabalhos documentados são duas pinturas para a "Scuola Grande di San Marco", em Veneza. Elas foram contratadas para retratar o "Dilúvio" e outra cena do Livro do Gênesis. Porém, seus status finais são desconhecidos, pois foram destruídas num incêndio em 1485. A próxima documentação sobre os trabalhos de Montagna remete para um altar do Hospital de Vicenza, cuja localização também é desconhecida.
A primeira pintura existente é datada de Setembro de 1487 (como inscrito na parte de trás da obra). Ela representa "A Virgem Maria com seu filho, São Sebastião e Roch". Outro pequeno trabalho, destinado ao uso privado, retrata as figuras em um recinto de mármore, mostrando a paisagem de Vicentine ao fundo. Essa pintura também mostra a primeira vez de Montagna fazendo o uso da traquita de mármore, uma textura única do material, que seria utilizada por ele em boa parte de suas obras. Naquela época, ele foi contratado para fazer o grande altar da Igreja e mosteiro de São Bartolomeu. Porém, a data exata da produção da obra, que apresenta grande influência de Giovanni Bellini, é incerta. Em 1490, pintou o altar do Mosteiro de Pavia, que mostra a Virgem Maria com seu filho, São João Baptista e Jeremias. Em 1491, pintou o altar, a semicúpula e afrescos nas paredes da Igreja de "Santi Nazaro e Celso". Os trabalhos feitos por ele na Igreja são conhecidos pela magreza das figuras, além de serem altamente realistas. Entre 1497 e 1499, foi pago mensalmente para trabalhar num altar para a Família Squarzi. Como último pagamento, recebeu propriedades da família, as quais ele manteve até 1503.
Suas primeiras obras são conhecidas pelo uso das traquitas de mármore, e uma posição particular das mãos da Virgem Maria. A obra de Montagna também é conhecida devido à simetria, organização, luzes distribuídas uniformemente e plasticidades das suas figuras.

### Maturidade (1499 - 1507)
O altar da Igreja de São Miguel, em Vicenza (Virgem Maria com seu Filho, Quatro Santos e Anjos fazendo música), de 1499, é considerado por muitos artistas como o ponto de mudança no estilo de Montagna. Essas alterações de estilo são caracterizadas pela mudança de tons e o uso de cores mais ricas e quentes. Esse estilo particular de pintura remete ao trabalho de Giovanni Bellini. Na mesma época, ele completou outro altar, na Igreja de São Bartolomeu, em Vicenza, nomeado “Madonna e seu Filho com Santa Mônica e Maria Madalena." Em 1500, Montagna completou a Pietà, na Igreja de Madonna del Monte. A pintura mostra a Virgem Maria, segurando o corpo morto de Cristo e Maria Madalena beijando seus pés. Eles estão cercados pela figura de São João e São José. A obra marca o uso de cores sombrias e linhas contínuas como elementos de composição, o que se tornaria tendência entre pintores da Renascença. Ela ainda é caracterizada pelas formas menos rígidas, antes comuns no trabalhos de Montagna. No mesmo ano, ele também completou a obra “Virgem Maria e São José adorando a Cristo”, na Igreja de Orgiano. Ela mostra o menino Jesus sentado, cercado pelas figuras suaves da Virgem Maria e São José.
Na época, o Bispo de Vicenza, Cardeal Battista Zeno, contratou Montagna para pintar “Virgem Maria e seu Filho com Oito Santos”, para a Catedral da cidade. A obra foi perdida em 1779, mas é descrita em diversos documentos. Em 1504, viajou a Verona para completar os afrescos para a Cappela di San Biagio, mostrando diversas cenas de São Brás. Devido ao sucesso do trabalho, foi contratado para pintar o altar da Igreja de São Sebastião, também na cidade, que mostra a “Virgem Maria e seu Filho no trono junto a São Sebastião e Jeremias." O trabalho é marcado pela arquitetura de cores brilhantes, um trono de forma estranha e roupas elaboradas. Ao retornar a Vicenza, terminou de pintar a obra “Madonna entre Santo Antônio e João Evangelista”, para a Igreja de San Lorenzo. Ela é considerada o auge da carreira de Montagna.
Àquele tempo, o estilo de Montagna era caracterizado por suas qualidades excêntricas, apesar das formas suaves que adotara, que viriam a inspirar outros pintores da época. Suas pinturas continham normalmente cores brilhantes, arquitetura decorativa, cortinas detalhadas e ângulos afiados. Apesar das cores chamativas e os ângulos afiados, suas figuras humanas são retratadas de maneira completa, e com feições suaves. 

### Últimos trabalhos (1507 - 1522)
Os últimos trabalhos documentados de Montagna datam de 1507, apesar de muitas pinturas atribuídas a ele serem datadas por estudiosos nos anos subsequentes. As obras dos seus últimos 15 anos de vida são consideradas o declínio de sua carreira. Seu estilo mudou consideravelmente no período em que viveu em Pádua  (1509 – 1514), mostrando mais paisagens, pores do sol e cores quentes incorporadas ao seu estilo arquitetônico particular. Seu estilou mostrou-se mais inconsistente, mas por vezes incluíam figuras completas, sombras profundas e menos detalhes angulares. Exemplos do trabalho de Montagna em Padua são: “Exumação de Santo Antônio”, para a Escola de Santo Antônio; e a “Virgem Maria com Quatro Santos”, para a Igreja de Santa Maria, em Vanzo. Em 1517, retornou a Vicenza. Em 1522, foi contratado pela “Scuola di San Giuseppe” para pintar o altar de Cologna Vineta, que mostra a Virgem Maria, seu Filho, 3 pastores, São José e São Sebastião.

## Influências
Não existe documentação escrita a respeito de como Montagna ingressou no campo artístico, nem se teve algum “tutor”, mas existem especulações sobre suas influências. Na segunda edição da a coleção literária "As Vidas dos mais Excelentes Pintores, Escultores e Arquitetos" , de Giorgio Vasari, ele menciona que o pintor aprendeu a desenhar com Andrea Mantegna, mas não especifica se isso ocorreu com Bartolomeo sendo seu pupilo, ou apenas estudando os trabalhos de Andrea.

Existe consenso que Montagna foi influenciado por Giovanni Bellini, Antonello da Messina e Alvise Vivarni. Porém, admite-se que a maior inspiração dele teria sido Bellini. Não se sabe, ao certo, se Montagna chegou a ser pupilo de qualquer dos artistas citados. O uso de cortinas intrincadas e angulares são ligadas ao trabalho de Vivarni. O uso de formas arredondadas em algumas pinturas remetem ao estilo de Antonello, enquanto as que fazem uso de figuras finas e nítidas lembram o de Bellini. O fato de ter passado ao uso de cores brilhantes e ricas, também é atribuído à influência de Bellini. Um desenho com uma nota mal-traduzida havia sido previamente atribuído a Montagna, mas descobriu-se que foi um presente de Bellini a ele, porém, isso não indica ao certo se ele teria sido tutor de Bartolomeo, já que era comum entre os artistas de renascença trocar presentes. Muitos dos desenhos de Montagna trazem composições dos citados, prática também comum entre os artistas da renascença italiana.